# Julio Coco
Julio César Jiménez Gédler (6 de octubre de 1977), más conocido como Julio Coco, es un activista y analista político venezolano. Ha sido director del Movimiento Democracia Sociedad y Desarrollo para Venezuela (DSD Venezuela), asesor y director de la revista Axones.

## Carrera
Julio Coco estudió en el liceo Alberto Carnevali en El Tigre en el estado Anzoátegui, donde en 1992 formó parte del centro de estudiantes, y al iniciar sus estudios universitarios en el Instituto Universitario de Tecnología José Antonio Anzoátegui continuó desempeñándose como dirigente estudiantil, exigiendo la construcción del comedor, la actualización de la biblioteca, adquisición de insumos y materiales de laboratorio. Julio se graduó con un TSU en química en 2004.
A partir de 1999 formó parte del voluntariado «estudiantes por el NO» en contra del referéndum aprobatorio de la constitución y en 2000 se integra a las filas del partido Bandera Roja, asistiendo como delegado al último Congreso de la Federación de Estudiantes Universitarios de Venezuela en Higuerote, estado Miranda. En 2002 empieza a ser delegado del movimiento estudiantil para la Coordinadora Democrática en el sur de Anzoátegui, en 2003 participa como agente de recolección del Consejo Nacional Electoral para «El Firmazo» y «El Reafirmazo» y como coordinador de centro electoral y del equipo de movilización de las actas para el referéndum revocatorio en 2004. En 2007 es electo miembro suplente del comité central de Bandera Roja, y al fundarse la Mesa de la Unidad Democrática (MUD) en 2008 pasa a ser delegado de su mesa técnica electoral nacional, y en 2010 empieza a desempeñarse tanto como miembro principal del comité central de Bandera Roja como miembro de la comisión técnica electoral. Más adelante participa como asesor de tres comandos de campañas de candidatos de la MUD.
En 2013 necesitó realizarse una operación de emergencia, pero a falta de insumos en hospitales públicos tuvo que reunir el dinero para operarse en una clínica privada, y durante su reposo comenzó grabar y a emitir una serie de videos de análisis político llamado BetaPolítico, y en junio del mismo año funda junto con otras personas el grupo de activismo político «Brava Palabra». Julio Coco obtiene reconocimiento al inicio de las protestas en Venezuela de 2014, después de subir un video titulado «El Inicio» parte de la serie y de participar en un debate entre estudiantes moderado por CNN en Español. Desde entonces, ha criticado varias de las acciones de la dirigencia de la Mesa de la Unidad, incluyendo el proyecto de referéndum revocatorio de 2016, la consulta nacional de 2017 y los comicios sin la tutela de la comunidad internacional. Habiendo rechazado unirse a la coalición opositora y después de la derrota de la oposición en las elecciones regionales y la subordinación de cuatro gobernadores opositores ante la Asamblea Nacional Constituyente, Julio Coco ha convocado a la formación de una nueva alianza opositora. 
Fundó y dirigió el Movimiento Democracia Sociedad y Desarrollo para Venezuela (DSD Venezuela) en 2016 hasta mayo de 2021 donde anuncia la disolución del movimiento y su retiro del activismo político para dedicarse al ejercicio privado. Actualmente continúa creando contenidos, desde 2022 es productor y editor de la revista Axones; y se desempeña como asesor de estrategias en RRSS, y asuntos corporativos político.